# Desmeplagioecia lineata
Desmeplagioecia lineata är en mossdjursart som först beskrevs av William MacGillivray 1885.  Desmeplagioecia lineata ingår i släktet Desmeplagioecia och familjen Diastoporidae. Inga underarter finns listade i Catalogue of Life.